# 周鏜 (元朝)
周镗，字以声，浏阳州（今湖南省浏阳市）人，元朝政治人物。
周镗笃学通《春秋》。泰定帝泰定四年（1327年）进士，授为衡阳县丞，调任大冶县尹。抑豪强，惠及穷民，治行作为诸县之最。升为国子助教。会修《功臣列传》，出为四川行省儒学提举。便道回家，红巾军攻陷浏阳城后，想要推他为主，他不从被杀。